# Etnoornitología
Etnoornitología es el estudio de la relación entre las culturas humanas y las aves (de "etno-" - relacionado con personas y culturas - y "ornitología" - el estudio de las aves). Es una rama  de etnozoología y por lo tanto del campo aún más extenso de la etnobiología. La etnoornitología es una materia interdisciplinar y combina perspectivas antropológicas, cognitivas y lingüísticas con un enfoque de las ciencias naturales a la descripción e interpretación del conocimiento humano y el uso de las aves. Como la etnociencia y otros términos afines, "etnoornitología" es a veces utilizado para referirse a las prácticas de las personas más que el estudio de estas prácticas. Un enfoque más amplio es cómo las aves son percibidas, utilizadas y gestionadas en sociedades humanas, incluyendo su uso como alimento, medicina y adorno personal, así como su uso en adivinación y rituales. La investigación etnoornitologíca aplicada está también empezado a jugar papel de creciente importancia en el desarrollo de proyectos conservacionistas.

## Historia de etnoornitología
Se habló por primera vez de etnoornitología en un trabajo publicado por Frank Speck en 1946. En 1969, el antropólogo Allen Maxwell publicó un artículo sobre el conocimiento local de las aves que tenían algunas sociedades de Brunei en donde se presentó una definición formal de la etnoornitología.No obstante, ya en 1884 el ornitólogo norteamericano Wells W. Cooke había publicado el artículo Bird nomenclature of the Chippewa Indians en la revista Auk, con la nomenclatura científica, vernácula e indígena de más de un centenar de aves. Allí, Cooke señaló que las aves vinculadas a la alimentación eran las más conocidas, y que el significado de los nombres solía tener relación aspectos descriptivos de la morfología y la etología de las aves. Durante la misma década se publicaron resultados de otras investigaciones en las que se abordaba el conocimiento sobre las aves por parte de grupos indígenas norteamericanos.
El trabajo de Ralph Bulmer en Guinea Nueva, culminando en su colaboración con Ian Saem Majnep en la redacción de Birds of My Kalam Country (1977), estableció un nuevo estándar en la investigación etnoornitológica, y este libro ha llegado a ser merecidamente un clásico de la moderna etnoornitología.

## Etnoornitología y conservación
Como otras ramas de la etnozoología, la etnoornitología ha sido largo durante mucho tiempo subestimada como un recurso para la conservación, aunque esto está empezando para cambiar. Son ejemplos de esta tendencia el trabajo de Mark Bonta, Seven Names for the Bellbird, que destaca la importancia de tradiciones locales y prácticas relacionadas con las aves para el futuro de conservación de la biodiversidad en Honduras, y la obra de Ricardo Rozzi Multi-ethnic Bird Guide of the Subantarctic Forests of South America, que se centra en la integración del conocimiento ornitológico tradicional y la ética medioambiental en el sur de Chile. Soma señaló que un conocimiento etnoornitologico de los halconeros contribuye a conservación de la avifauna local (especialmente enfocado a los cetreros kazajos). Esta comprensión fue la base  para fundar el Archivo Mundial de Etnoornitogía (EWA), un proyecto colaborativo entre la Universidad de Oxford (uniendo el Departamento de Zoología, la escuela de Antropología y Museo etnológico) y la asociación BirdLife International.

## Asociaciones profesionales
La Sociedad de Etnobiología, la cual publica la revista  Journal of Ethnobiology, proporciona un foro general para la etnobiología incluyendo la investigación en etnoorntología. En enero de 2006 fue establecido el grupo de investigación y estudio en etnoornitología  Ethnoornithology Research & Study Group (ERSG) ) "para proporcionar un centro de intercambio, una fuente de información y un lugar de debate para las personas interesadas en el estudio, la investigación y la aplicación del conocimiento nativo sobre las aves ".